# 1925 en mathématiques
| Années des mathématiques : 1922 - 1923 - 1924 - 1925 - 1926 - 1927 - 1928    |
| Décennies des mathématiques : 1890 - 1900 - 1910 - 1920 - 1930 - 1940 - 1950 |

Cet article présente les faits marquants de l'année 1925 en mathématiques.

## Naissances

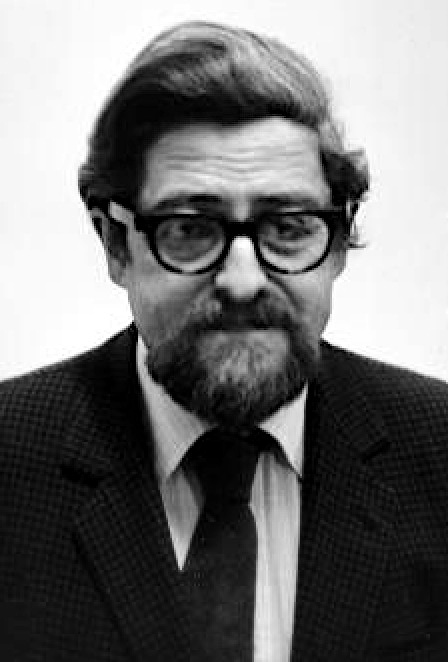
Louis Nirenberg

- 7 janvier : Walter Noll (mort en 2017), mathématicien et physicien américain.
- 16 janvier : Germund Dahlquist (mort en 2005), mathématicien suédois.
- 4 février : Erik Christopher Zeeman (mort en 2016), mathématicien anglais.
- 28 février : Louis Nirenberg, mathématicien américain d'origine canadienne.
- 4 mars : Jun-iti Nagata (mort en 2007), mathématicien japonais.
- 5 mars : George Garfield Hall (mort en 2018), mathématicien britannique.
- 11 mars : Solomon Marcus (mort en 2016), mathématicien roumain.
- 13 mars : 
  - Gabriel Andrew Dirac (mort en 1984), mathématicien hongrois.
  - John Tate (mort en 2019), mathématicien américain.
- 24 avril : Mark Pinsker (mort en 2003), mathématicien russe.
- 28 avril : Gordon Bamford Preston (mort en 2015), mathématicien anglo-australien.
- 2 juin : Nicolas Rouche (mort en 2008), mathématicien belge.
- 2 juillet : Olga Oleinik (morte en 2001), mathématicienne soviétique.
- 14 juillet : Maria Assumpció Català i Poch (morte en 2009), mathématicienne espagnole.
- 25 juillet : Richard Kadison (mort en 2018), mathématicien américain.
- 29 juillet : Harold W. Kuhn (mort en 2014), mathématicien et économiste américain.
- 31 juillet : A. O. L. Atkin (mort en 2008), mathématicien britannique.
- 3 août : Carlo Pucci (mort en 2003), mathématicien italien.
- 20 août : Elza Furtado Gomide (morte en 2013), mathématicienne brésilienne.
- 11 septembre : Paul Malliavin (mort en 2010), mathématicien français.
- 18 septembre :
  - Jerzy Giedymin (mort en 1993), historien des mathématiques et des sciences polonais.
  - Victor Klee (mort en 2007), mathématicien américain.
- 28 septembre : Martin Kruskal(mort en 2006), mathématicien et physicien américain.
- 17 octobre : M. D. Donsker (mort en 1991), mathématicien américain.
- 29 octobre : Klaus Roth (mort en 2015), mathématicien anglais.
- 23 novembre : Edward F. Moore (mort en 2003), mathématicien américain.

## Décès

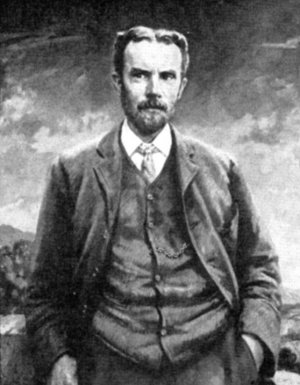
Oliver Heaviside

- 5 mars : Johan Jensen, (né en 1859), mathématicien et ingénieur danois.
- 27 mars : Carl Neumann (né en 1832), mathématicien allemand.
- 4 avril : W. W. Rouse Ball (né en 1850), mathématicien anglais.
- 22 juin : Felix Klein (né en 1849), mathématicien allemand.
- 21 juillet : Giovanni Frattini (né en 1852), mathématicien italien.
- 26 juillet : Gottlob Frege (né en 1848), mathématicien, logicien et philosophe allemand.
- 6 août : Gregorio Ricci-Curbastro (né en 1853), mathématicien italien.
- 16 septembre: Alexandre Friedmann (né en 1888), physicien et mathématicien russe.
- 10 octobre : Andrew Gray (né en 1847), physicien et mathématicien écossais.
- 27 octobre : Hans Carl Friedrich von Mangoldt (né en 1854), mathématicien allemand.
- 16 novembre : Gerhard Hessenberg (né en 1874), mathématicien allemand.
- 26 novembre : Jervoise Athelstane Baines (né en 1847), haut fonctionnaire et statisticien britannique.